# 大塚光二
大塚 光二（おおつか こうじ、本名：大塚 孝二〈読み同じ〉、1967年8月26日 - ）は、兵庫県神戸市垂水区出身の元プロ野球選手（外野手、右投左打）・コーチ。2015年の秋季リーグから2022年シーズンまで、東北福祉大学硬式野球部の監督を務めていた。野球解説者。
愛称は「ツカやん」「光ちゃん」「ビビ」「ビビビ」。あるいは単に「ツカ」「ツカヤン」とも。また、金本知憲のように東北福祉大学の後輩は「社長」と呼ぶ例もある。

## 経歴
育英高校に進学してから野球を始め、高校卒業後は東北福祉大学に進学し、同校の硬式野球部で同期の佐々木主浩らと共にプレーし、2年、3年の大学選手権で準優勝。最優秀選手2回、首位打者3回、最多本塁打・最多盗塁1回、ベストナイン5回。「東北福祉大学伝説のキャプテン」と呼ばれて各球団の後輩選手から慕われていた。ルームメイトは金本知憲だった。
1989年のプロ野球ドラフト会議で西武ライオンズから3位指名を受け入団。
1990年から一軍出場を果たす。西武黄金期の貴重な控え選手として森祇晶・東尾修の両監督に仕えた。特に日本シリーズには滅法強く、印象に残るプレーを見せている。1992年の日本シリーズでは、第6戦の9回表2死、1点ビハインドの場面で四球で出塁すると、続く秋山幸二の右越え安打で一塁から一気に本塁を突き、古田敦也のブロックをかいくぐって左手で本塁にタッチする好走塁で生還。1994年はシーズン出場は15試合だったが、日本シリーズは全試合2番ライトでスタメン出場し、打率.320を記録。
1998年の日本シリーズでは、第5戦から第6戦にかけて6打数連続安打のシリーズ新記録（当時）を樹立し、打率.643の活躍で敢闘選手賞を受賞した。日本シリーズ通算打率（50打席以上）では歴代1位（通算58打数23安打3打点、打率.397）を記録している。
2001年限りで引退後、文化放送およびCS放送・J SPORTSで解説者・リポーターを務めた他、金村義明と共に、J SPORTSのプロ野球バラエティ番組である「ガンバレ日本プロ野球!?」の進行役も務めていた。

テレビ朝日とも契約していたが、BS朝日単独放送の出演が多い。テレビ朝日から派遣されて行う東日本放送のクリネックススタジアム宮城での中継では、ローカルタレント本間秋彦と息の合ったトークを披露していた。
またそれ以外の活動としては、埼玉県所沢市に本拠地を置く社会人野球チーム「一球幸魂倶楽部」の監督を務めたほか、「コロナベースボールアカデミー湘南平塚校」校長として、子供たちへの野球指導にあたっていた。
2013年より日本ハム一軍外野守備走塁コーチを務めた。2014年7月1日より日本ハムファーム外野・守備走塁コーチに担当変更となった。同年10月28日に任期満了につき退団。
2015年からは、母校・東北福祉大の特任講師へ就任するかたわら、大学でソフトボールを指導。家族とともに仙台に移住したため、地元の楽天koboスタジアム宮城で開催される東北楽天のホームゲーム中継を中心に、J SPORTS・仙台放送・文化放送で野球解説者としての活動を再開した。
その一方で、2015年1月30日には、日本学生野球連盟から学生野球資格の回復を認定。同年7月27日付で、東北福祉大硬式野球部時代の1年先輩・山路哲生から、同部の監督を引き継いだ（山路は総監督に就任）。チームは大塚の監督就任を機に、仙台六大学秋季リーグで2季振りに優勝。明治神宮野球大会・大学の部にも「東北3連盟代表」として4年振りに出場したが、立命館大学との1回戦（11月12日）で、打線が桜井俊貴から毎回の18三振を奪われた末に完封負けを喫している。2018年6月17日、第67回全日本大学野球選手権大会決勝で国際武道大学に6-2で勝利し優勝した。
2023年1月11日付で監督を退任。教え子には津森宥紀、中野拓夢などがいる。後任には山路が8年ぶりに復帰する。
2023年から、J SPORTS（2015年度と同様の東北楽天のホームゲーム中継中心）・東北放送（TBCテレビ・TBCラジオ）にて野球解説者としての活動を再開。

## 人物
矢野燿大と金本知憲とは同じ大学の同年代（大塚が1学年上、金本は1年浪人後に入学しているため大学では2学年下）であり、互いにプロアマの違いがありながらも監督経験者であることから、三人の監督経験を一括りにして語られることもある。
西武入団後は同学年で同じ関西出身の清原和博と仲が良かった。当時、清原と同学年で一軍の野手が少なかったことも背景にある。

## 詳細情報

### 年度別打撃成績
| 年 度      | 球 団      | 試 合 | 打 席 | 打 数 | 得 点 | 安 打 | 二 塁 打 | 三 塁 打 | 本 塁 打 | 塁 打 | 打 点 | 盗 塁 | 盗 塁 死 | 犠 打 | 犠 飛 | 四 球 | 敬 遠 | 死 球 | 三 振 | 併 殺 打 | 打 率 | 出 塁 率 | 長 打 率 | O P S |
| ---------- | ---------- | ----- | ----- | ----- | ----- | ----- | -------- | -------- | -------- | ----- | ----- | ----- | -------- | ----- | ----- | ----- | ----- | ----- | ----- | -------- | ----- | -------- | -------- | ----- |
| 1990       | 西武       | 24    | 15    | 15    | 6     | 4     | 0        | 0        | 0        | 4     | 0     | 0     | 1        | 0     | 0     | 0     | 0     | 0     | 5     | 0        | .267  | .267     | .267     | .533  |
| 1991       | 西武       | 6     | 3     | 3     | 1     | 0     | 0        | 0        | 0        | 0     | 0     | 1     | 0        | 0     | 0     | 0     | 0     | 0     | 2     | 1        | .000  | .000     | .000     | .000  |
| 1992       | 西武       | 64    | 104   | 94    | 22    | 32    | 4        | 2        | 0        | 40    | 12    | 4     | 5        | 6     | 0     | 4     | 0     | 0     | 17    | 1        | .340  | .367     | .426     | .793  |
| 1993       | 西武       | 78    | 129   | 116   | 9     | 24    | 3        | 1        | 0        | 29    | 8     | 2     | 1        | 9     | 2     | 1     | 0     | 1     | 21    | 1        | .207  | .217     | .250     | .467  |
| 1994       | 西武       | 15    | 48    | 45    | 6     | 14    | 1        | 1        | 1        | 20    | 4     | 1     | 1        | 1     | 0     | 2     | 0     | 0     | 9     | 1        | .311  | .340     | .444     | .785  |
| 1995       | 西武       | 50    | 87    | 79    | 5     | 19    | 2        | 1        | 0        | 23    | 1     | 2     | 0        | 1     | 0     | 7     | 1     | 0     | 15    | 2        | .241  | .302     | .291     | .593  |
| 1996       | 西武       | 25    | 51    | 46    | 5     | 16    | 2        | 0        | 1        | 21    | 8     | 1     | 1        | 0     | 0     | 5     | 0     | 0     | 8     | 0        | .348  | .412     | .457     | .868  |
| 1997       | 西武       | 74    | 137   | 115   | 15    | 25    | 6        | 2        | 2        | 41    | 17    | 1     | 1        | 5     | 3     | 9     | 1     | 5     | 32    | 1        | .217  | .295     | .357     | .652  |
| 1998       | 西武       | 62    | 144   | 128   | 16    | 37    | 6        | 2        | 2        | 53    | 7     | 1     | 1        | 5     | 0     | 9     | 1     | 2     | 25    | 3        | .289  | .345     | .414     | .759  |
| 1999       | 西武       | 50    | 86    | 78    | 4     | 16    | 3        | 0        | 0        | 19    | 10    | 1     | 1        | 2     | 1     | 5     | 0     | 0     | 19    | 3        | .205  | .250     | .244     | .494  |
| 2000       | 西武       | 17    | 28    | 26    | 3     | 6     | 3        | 0        | 1        | 12    | 3     | 1     | 1        | 1     | 0     | 1     | 0     | 0     | 12    | 0        | .231  | .259     | .462     | .721  |
| 2001       | 西武       | 1     | 2     | 2     | 0     | 0     | 0        | 0        | 0        | 0     | 0     | 0     | 0        | 0     | 0     | 0     | 0     | 0     | 1     | 0        | .000  | .000     | .000     | .000  |
| 通算：12年 | 通算：12年 | 466   | 834   | 747   | 92    | 193   | 30       | 9        | 7        | 262   | 70    | 15    | 13       | 30    | 6     | 43    | 3     | 8     | 166   | 13       | .258  | .303     | .351     | .654  |

### 年度別守備成績
| 年 度 | 外野 | 外野 | 外野 | 外野 | 外野 | 外野   |
| 年 度 | 試合 | 刺殺 | 補殺 | 失策 | 併殺 | 守備率 |
| ----- | ---- | ---- | ---- | ---- | ---- | ------ |
| 1992  | 60   | 66   | 0    | 1    | 0    | .985   |
| 1993  | 72   | 65   | 1    | 1    | 0    | .985   |
| 1994  | 15   | 27   | 0    | 1    | 0    | .964   |
| 1995  | 23   | 25   | 0    | 1    | 0    | .962   |
| 1996  | 6    | 3    | 0    | 0    | 0    | 1.000  |
| 1997  | 65   | 60   | 4    | 2    | 0    | .970   |
| 1998  | 53   | 70   | 0    | 2    | 0    | .972   |
| 1999  | 31   | 32   | 0    | 3    | 0    | .914   |
| 2000  | 17   | 7    | 0    | 0    | 0    | 1.000  |
| 2001  | 1    | 2    | 0    | 0    | 0    | 1.000  |
| 通算  | 343  | 357  | 5    | 11   | 0    | .971   |

### 表彰
- 日本シリーズ敢闘賞：1回 （1998年）

### 記録
- 初出場：1990年6月19日、対日本ハムファイターズ10回戦（東京ドーム）、9回表に石毛宏典の代走で出場
- 初打席：1990年6月20日、対日本ハムファイターズ11回戦（東京ドーム）、7回表に松浦宏明の前に三振
- 初安打：1990年7月15日、対福岡ダイエーホークス17回戦（平和台野球場）、11回表にリッチ・ゴセージから単打
- 初先発出場：1990年9月27日、対近鉄バファローズ24回戦（西武ライオンズ球場）、9番・右翼手で先発出場
- 初盗塁：1991年8月10日、対オリックス・ブルーウェーブ19回戦（神戸総合運動公園野球場）、8回表に二盗（投手：矢野實、捕手：中嶋聡）
- 初打点：1992年5月14日、対千葉ロッテマリーンズ8回戦（西武ライオンズ球場）、7回裏に小宮山悟から適時打
- 初本塁打：1994年9月25日、対日本ハムファイターズ26回戦（東京ドーム）、7回表にキップ・グロスから右中間へソロ

### 背番号
- 23 （1990年 - 2001年）
- 78 （2013年 - 2014年）

### 登録名
- 大塚 孝二 （おおつか こうじ、1990年 - 1991年9月30日）
- 大塚 光二 （おおつか こうじ、1991年10月1日 - 2001年）
  - 野球評論家・解説者としての活動時も、時期により上記の本名と下記の登録名のどちらかを使用するかが異なっている。

## 関連情報

### 出演番組
- スーパーベースボール
- J SPORTS STADIUM
- 文化放送ライオンズナイター
- 文化放送ホームランナイター
- ガンバレ日本プロ野球!?
- 野球好きニュース
- プロ野球完全中継 出しきれ!ライオンズ
- 夢対決!とんねるずのスポーツ王は俺だ!スペシャル